# Generaal Tapioca
Generaal Tapioca is een personage in de stripverhalenreeks De avonturen van Kuifje. Tapioca is in eerste instantie een onzichtbaar personage, maar krijgt uiteindelijk toch een rol op de voorgrond. Hij is de aartsvijand van generaal Alcazar. Beiden proberen telkens de macht te veroveren in de bananenrepubliek San Theodoros, waardoor er uiteraard ook revoluties en staatsgrepen plaatsvinden. 
In Het gebroken oor komt Kuifje, valselijk beschuldigd van terrorisme, voor het vuurpeloton terecht. De executie wordt afgeblazen als de revolutie uitbreekt en Alcazar Tapioca verdrijft. Al snel komt echter het nieuws dat Tapioca juist gewonnen heeft, maar uiteindelijk wint Alcazar toch. Tapioca verschijnt verder niet in beeld. Later, in De 7 kristallen bollen blijkt Tapioca de macht weer terugveroverd te hebben middels een revolutie, als Kuifje Alcazar in Europa aantreft. In Cokes in voorraad begint Alcazar in Europa oude vliegtuigen op te kopen. Uit een krantenbericht blijkt later dat Tapioca weer door Alcazar verdreven is.
Pas in Kuifje en de Picaro's verschijnt Tapioca zelf in beeld. Hij heeft de macht in San Theodoros weer stevig in handen. De Picaro's, het guerrilla-leger van Alcazar, houdt hij ongevaarlijk door kisten vol whisky in de jungle te droppen, zodat de Picaro's vaak dronken zijn. Tapioca verliest door een list van Kuifje ten slotte toch de macht, en wordt naar Bordurië verbannen. Dankzij Kuifje wordt zijn executie voorkomen, hoewel hij dit zelf als een grote vernedering en een breuk met de tradities van zijn land beschouwt.
Tapioca lijkt in dit laatste album gemodelleerd naar het stereotype van een rechtse Latijns-Amerikaanse dictator: het land wordt op militaristische wijze geregeerd en krijgt steun van de fascistische regering van Bordurië. Uiteindelijk blijkt de zogenaamde revolutie van generaal Alcazar echter geen maatschappelijke veranderingen te brengen.